# Sabacon distinctus
Sabacon distinctus is een hooiwagen uit de familie Sabaconidae.